# Klea Scott
Klea Scott (Zona del Canale di Panama, 25 dicembre 1968) è un'attrice statunitense.
Il ruolo più importante per cui probabilmente è ricordata è quello dell'agente speciale dell'FBI Emma Hollis nella serie televisiva Millennium.

## Biografia

### Educazione
L'esperienza e il successo che ha avuto nello show canadese You Can't Do That on Television l'hanno incoraggiata a cambiare i propri obiettivi interrompendo la danza per dedicarsi alla recitazione.
Dopo il diploma di scuola superiore, si trasferisce a New York per studiare recitazione. Trascorre un'estate al Williamstown Theater Festival per poi studiare alla North Carolina School of the Arts dove ha conseguito la laurea.

### Carriera
La sua prima apparizione è stata nello show canadese You Can't Do That on Television dal 1982 al 1984.
Sul palco, si è esibita nella commedia shakespeariana Tutto è bene quel che finisce bene e La tempesta al New York Shakespeare Festival.
Partecipa all'audizione per la serie televisiva Millennium nel 1998 dove assume il ruolo dell'agente dell'FBI Emma Hollis nella terza e ultima stagione.
Ha continuato ad essere una guest star in alcune serie televisive tra cui E.R. - Medici in prima linea ed in show televisivi come Just Shoot Me!.
Tra il 2002-2003 ha assunto il ruolo del detective Sonia Robbins nella serie televisiva Robbery Homicide Division.

### Vita privata
È sposata con il regista e scrittore John Langs dal 1997.

## Filmografia

### Cinema
- Sussurri per un assassino (A Whisper to a Scream), regia di Robert Bergman (1989)
- Temptation, regia di Darryl McCane – cortometraggio (1994)
- Minority Report, regia di Steven Spielberg (2002)
- Lullaby, regia di Dorne M. Pentes (2002)
- Manfast, regia di Tara Judelle (2003)
- Collateral, regia di Michael Mann (2004)
- The Stronger, regia di Jan Marlyn Reesman – cortometraggio (2004)
- Funk Wars, regia di Darryl McCane – cortometraggio (2007)
- Break Even, regia di Shane Stanley (2020)

### Televisione
- You Can't Do That on Television – serie TV, 8 episodi (1982-1984)
- UFO Kidnapped, regia di Geoffrey Darby e Roger Damon Price – episodio pilota (1983)
- Cosby – serie TV, episodio 1x04 (1996)
- Brooklyn South – serie TV, 22 episodi (1997-1998)
- Millennium – serie TV, 22 episodi (1998-1999)
- Just Shoot Me! – serie TV, episodio 4x19 (2000)
- Sally Hemings: uno scandalo americano (Sally Hemings: An American Scandal), regia di Charles Haid – miniserie TV (2000)
- Metropolis, regia di Michael M. Robin – episodio pilota (2000)
- E.R. - Medici in prima linea (ER) – serie TV, episodio 8x17 (2002)
- Robbery Homicide Division – serie TV, 12 episodi (2002-2003)
- Century City – serie TV, episodio 1x02 (2004)
- Intelligence, regia di Stephen Surjik – film TV (2005)
- Medical Investigation – serie TV, episodio 1x14 (2005)
- In Justice – serie TV, episodio 1x04 (2006)
- Intelligence – serie TV, 25 episodi (2006-2007)
- L'ultimo compleanno (What If God Were the Sun?), regia di Stephen Tolkin – film TV (2007)
- Saving Grace – serie TV, episodio 2x21 (2009)
- Amici e traditori (Befriend and Betray), regia di Ken Girotti e Tara Ellis – film TV (2011)
- Switched at Birth - Al posto tuo (Switched at Birth) – serie TV, episodio 1x27 (2012)
- NCIS - Unità anticrimine (NCIS) – serie TV, episodio 12x09 (2014)
- Perception – serie TV, episodio 3x14 (2015)
- Pretty Little Liars – serie TV, episodi 6x12-6x19-7x16 (2016-2017)
- Grey's Anatomy – serie TV, episodio 13x10 (2017)
- Criminal Minds – serie TV, episodio 13x13 (2018)
- Left for Dead, regia di Brian Skiba – film TV (2018)
- Pretty Little Liars: The Perfectionists – serie TV, 9 episodi (2019)
- Il dolce suono del tradimento (His Deadly Affair), regia di Tara Cowell-Plain – film TV (2019)

## Doppiatrici italiane
Nelle versioni in italiano delle opere in cui ha recitato, Samantha Isler è stata doppiata da:
- Chiara Salerno in Millennium[2]
- Daniela Calò in E.R. - Medici in prima linea[3]
- Laura Romano in NCIS - Unità anticrimine[4]
- Cristiana Lionello in Perception[5]
- Alessandra Cassioli in Grey's Anatomy[6]

## Riconoscimenti
Gemini Awards
- 2006 – Candidatura al premio per la migliore attrice in un ruolo drammatico
- 2007 – Candidatura al premio per la migliore attrice in un ruolo drammatico